# Test Drive (videójáték)
A Test Drive versenyjáték, melyet a Distinctive Software fejlesztett és az Accolade jelentetett meg. A játék 1987-ben jelent meg Amiga, Atari ST, Commodore 64 és DOS, illetve 1988-ban Apple II platformokra. A játékot később PC-98 személyi számítógépre is átírták, ezt a verziót a Pony Canyon jelentette meg 1989-ben, kizárólag Japánban.

## Játékmenet

A játékos egy Porsche 911 Turbo (930) volánja mögött

A játékos öt szuperautó (Lamborghini Countach, Lotus Esprit Turbo, Chevrolet Corvette C4, Porsche 911 Turbo (930), Ferrari Testarossa) közül választhat, hogy azt egy kétsávos kanyargós hegyi úton vezesse, miközben a forgalmat kerülgeti és lerázza a rendőröket. A pálya öt szakaszát kötelező benzikúti tankolások határolják.

## Megjelenés
A játékot 1987-ben jelentette meg az  Accolade világszerte, kivéve az Egyesült Királyságban, ahol az Electronic Arts, illetve Japánban, ahol a Pony Canyon kiadásában jelent meg. Az Amiga-, az Atari ST-, a Commodore 64- és a DOS-átiratok nem azonos minőségi szintet képviselnek. Az Amiga-verzióban a részletes grafika és hang realisztikusan vissza tudták adni a játék versenyzős témáját, míg az Atari ST-átirat leegyszerűsített grafikát és hanghatásokat alkalmaz. A Commodore 64- és a DOS-verziók minősége az Amiga-kiadáshoz hasonló. A játék menete az összes platformon megegyezik.

## Fogadtatás és hatás
A Test Drive kereskedelmi sikernek bizonyult; 1989 novemberéig több mint 250 000 példányt adtak el belőle. A játék általánosságban pozitív kritikai fogadtatásban részesült. A Computer Gaming World szerkesztője 1987-ben azt írta, hogy a Test Drive „kiemelkedő grafikát nyújt, illetve annak a potenciálját, hogy magával ragadja az összes Pole Position-rajongót”. A Compute! dicsérte a nagyszerű grafikát és hangzást, azonban megjegyezte, hogy a játékban mindössze egyetlen pálya kapott helyet. A Dragon szerkesztői 1988-ban 41⁄2/5 csillagot adtak a játékra.
A játék számos utódot és spin-offot is kapott. A Distinctive Software fejlesztette a Test Drive első folytatását, az 1989-ben megjelent The Duel: Test Drive II-t, számos programkönyvtárat felhasználva. A Distinctive (Unlimited Software, Inc. név alatt) ezen programkönyvtárakat az Outrun MS-DOS-átiratának fejlesztéséhez is felhasználta, ezért az Accolade beperelte a céget. Az ügyet a Distinctive Software javára zárták le, az Accolade a forráskód átvétele nélkül továbbra is fejleszthet Test Drive-játékokat. Az Accolade fejlesztésében és kiadásában 1990-ben Test Drive III: The Passion címmel újabb folytatást kapott a játék.
Az Accolade 1997-ben két további játékkal bővítette a sorozatot: a Test Drive: Off-Road című terepjáró-versenyzős mellék-, illetve a Test Drive 4 című főjátékkal, utóbbi volt a Pitbull Syndicate első videójátéka. 1998-ban a Pitbull Syndicate további kettő Test Drive-játékot is fejlesztett; a Test Drive 4X4-et (Test Drive Off-Road 2 címen is ismert) a Test Drive: Off-Road mellékjáték folytatása, illetve a Test Drive 5-öt, ez a két játék volt a sorozat utolsó két tagja, melyet az Accolade jelentetett meg. 1999 áprilisában az Infogrames Entertainment francia videójátékokkal foglalkozó cég 60 millió amerikai dollárért, ebből 50 millió készpénz, míg 10 millió növekedési tőke, felvásárolta az Accolade-et, majd átnevezte azt Infogrames North America, Inc.-re. Az Accolade vezérigazgatóját, Jim Barnett-tet nevezték ki az Infogrames Entertainment amerikai disztribúciós leányvállalatának vezérének. Ennek eredményeképp a Test Drive 6 (1999) volt a sorozat első tagja, melyet az Infogrames jelentetett meg. A TD Overdrive: The Brotherhood of Speed (más néven egyszerűen Test Drive) volt a sorozat utolsó tagja, melyet a Pitbull Syndicate fejlesztett, a sorozat következő tagját, a 2003-ban megjelentet Test Drive: Eve of Destructiont a Monster Games fejlesztette.

## Fordítás
- Ez a szócikk részben vagy egészben  a   Test Drive (1987 video game) című angol Wikipédia-szócikk ezen változatának fordításán alapul.  Az eredeti cikk szerkesztőit annak laptörténete sorolja fel. Ez a jelzés csupán a megfogalmazás eredetét és a szerzői jogokat jelzi, nem szolgál a cikkben szereplő információk forrásmegjelöléseként.